# Pero imperfectaria
Pero imperfectaria är en fjärilsart som beskrevs av Achille Guenée 1858. Pero imperfectaria ingår i släktet Pero och familjen mätare. Inga underarter finns listade i Catalogue of Life.